# Transaction Publishers
Transaction Publishers a fost o editură din New Jersey care s-au specializat în publicarea cărților de științe sociale. Situată în Campusul Livingston al Universității Rutgers, Transaction a menținut legături strânse cu viața academică. Ea a fost vândută companiei Taylor & Francis în 2016 și face acum parte din grupul Routledge.

## Privire de ansamblu
De la 1 februarie 2017, Transaction Publishers a devenit o parte a Routledge, Taylor & Francis Group. 
Transaction a fost o editură academică specializată în științele sociale. Ea a fost fondată de către Irving Louis Horowitz, care a îndeplinit funcțiile de președinte al Consiliului de Administrație și director editorial până la moartea sa, în 2012. Într-o evaluare a douăzeci și unu de edituri internaționale de cărți de științe sociale, realizată după nouăsprezece criterii de calitate, Transaction Publishers s-a clasat pe locul al șaselea.
Transaction și-a început activitatea la 1 iulie 1962 printr-un grant sponsorizat de Ford Foundation la Universitatea Washington din St. Louis. Inițial a editat doar o revistă de științe sociale intitulată Transaction: Social Science and Modern Society (ulterior Society), apoi s-a transformat într-o editură de cărți, reviste și cărți electronice.
În 1969 sediul Transaction a fost mutat în campusul Livingston al Universității Rutgers din Piscataway, New Jersey. Misiunea editurii a fost și continuă să fie dezvoltarea științelor sociale. Mulți redactori, autori și consilierii provin dintre cadrele didactice ale universității. Aproape 200 de profesori au fost autori și editori ai cărților publicate de editura Transaction.
Transaction a publicat mai mult de 6.000 de titluri, iar mai mult de 90% încă se mai tipăresc.
Editura a publicat inițial reviste academice, inclusiv jurnalul pilot Society; cu toate acestea, Transaction a vândut programul de publicare a jurnalului către Springer Science+Business Media în 2007.